# Attila (genre)
Pour les articles homonymes, voir Attila (homonymie).
Genre
Attila est un genre de passereaux de la famille des Tyrannidae comprenant sept espèces.
Leur nom a sans doute été attribué par René Primevère Lesson, qui initialement avait surnommé l'Attila à croupion jaune «Tyran olive», sa physionomie rappelant d'autant plus celle d'Attila le Hun qui était dépeint comme de petite stature avec une large poitrine, une grosse tête et un teint bistre.

## Liste des espèces
D'après la classification de référence du Congrès ornithologique international (ordre phylogénique) :
- Attila à queue rousse - Attila phoenicurus Pelzeln, 1868
- Attila cannelle - Attila cinnamomeus (Gmelin, 1789)
- Attila ocré - Attila torridus P. L. Sclater, 1860
- Attila à ventre jaune - Attila citriniventris P. L. Sclater, 1859
- Attila à calotte grise - Attila bolivianus Lafresnaye, 1848
- Attila à tête grise - Attila rufus (Vieillot, 1819)
- Attila à croupion jaune - Attila spadiceus (Gmelin, 1789)